# 渡辺和彦 (声優)
渡辺 和彦（わたなべ かずひこ、1972年12月9日 - ）は、日本の俳優、声優。東京都血液型はO型。ヴォイスガレージ所属。

## 経歴
かつては青二プロダクション、劇団青社に所属していた。

## 出演
太字はメインキャラクター。

### テレビアニメ
1998年
- アンドロイド・アナ MAICO 2010
- ロードス島戦記-英雄騎士伝-

1999年
- カードキャプターさくら

### ゲーム
- ソウ楽都市OSAKA（平野三郎）
- フェイバリットディア（レイヴ・ヴィンセルラス）
- ゲイルガンナー（2000年、オペレーター）

### 特撮
- ウルトラマンガイア（PALの声）※ノンクレジット
  - ウルトラマンティガ・ウルトラマンダイナ&ウルトラマンガイア 超時空の大決戦（PALの声）
- ガメラ3 邪神覚醒

### CM
- 週刊少年マガジン
- 首都圏エナジー
- パチンコ巨人の星

### ナレーション
- J SPORTS

### ボイスオーバー
- チェルシーTV

### 舞台
- 怪盗コブラ仮面
- テイルズ オブ デスティニーVol.3
- フェイバリット・ディア 声優トークショー